# Syd Mead
Sydney Jay Mead (Saint Paul, 18 de julho de 1933 – Pasadena, 30 de dezembro de 2019)  foi um designer industrial e artista conceitual neofuturista americano, mais conhecido por seus projetos para filmes de ficção científica como Blade Runner, Alien e Tron .
Mead é conhecido pela frase: "Chamei a ficção científica de 'realidade antes do previsto'". Mead foi descrito como "o artista que ilustra o futuro" e "um dos artistas conceituais e designers industriais mais influentes de nosso tempo".

## Primeiros anos
Mead nasceu em 1933 em Saint Paul, Minnesota. Seu pai era um ministro batista, que lia para ele revistas pulp, como Buck Rogers e Flash Gordon, despertando seu interesse pela ficção científica. Mead já era hábil em desenhar quando era jovem. Segundo Mead, "quando eu estava no ensino médio, eu podia desenhar a figura humana, eu podia desenhar animais, e eu tinha um senso de sombreamento para mostrar a forma. Naquele momento, eu era bastante hábil com a técnica do pincel e assim por diante". Ele se descreveu como sendo uma "criança insular".
Mead se formou no ensino médio em Colorado Springs, Colorado, em 1951. Depois de servir por três anos no exército dos EUA, Mead freqüentou a Art Center School em Los Angeles (atualmente a Art Center College of Design, em Pasadena ), onde se formou em junho de 1959.

## Carreira

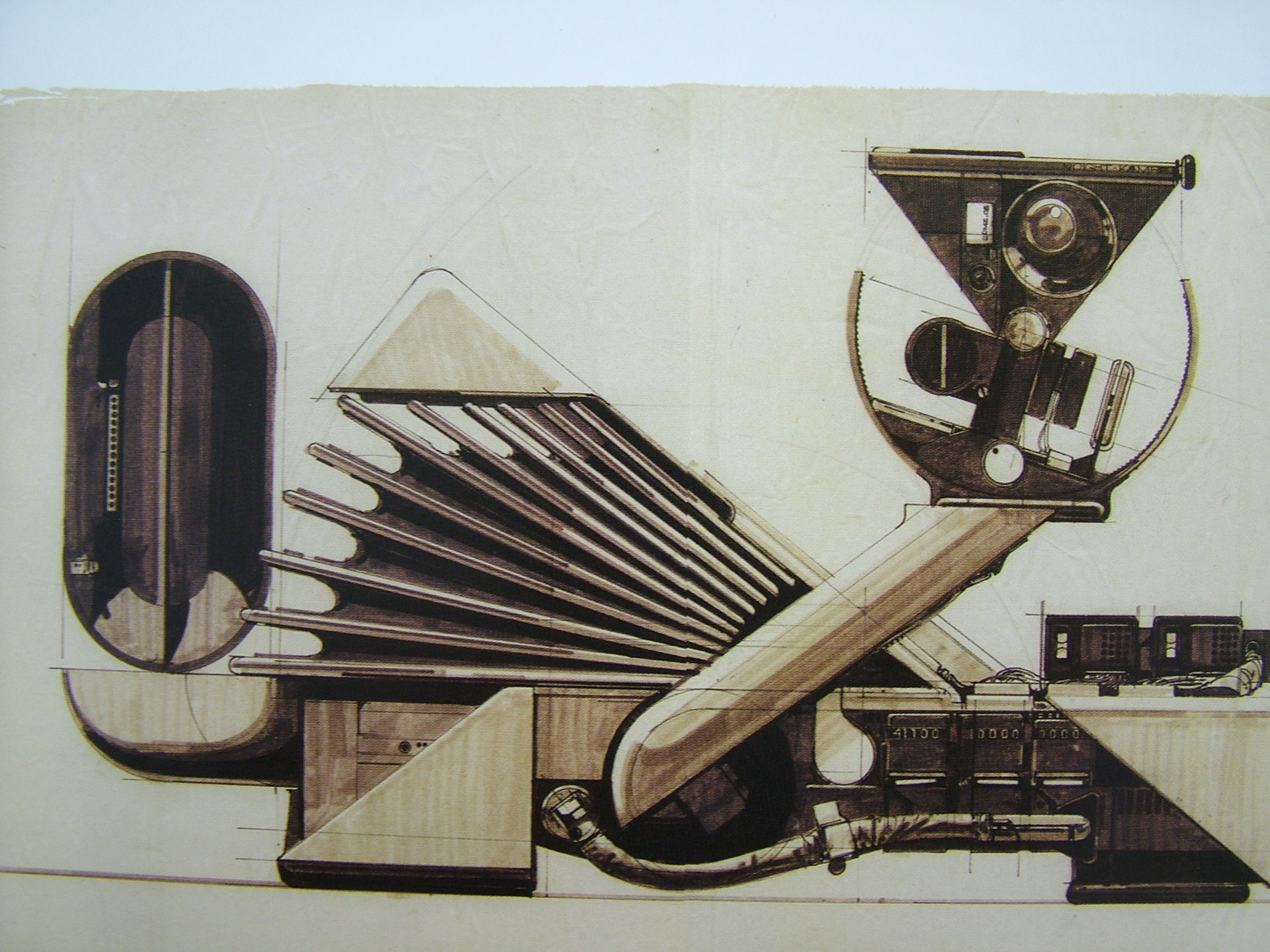
"Smell Fear", um exemplo da arte de Mead

Em 1959, Mead foi recrutado pelo Advanced Styling Studio da Ford Motor Company por Elwood Engel . De 1960 a 1961, Mead trabalhou na Ford Motor Company Styling em Detroit. Mead deixou a Ford depois de dois anos para ilustrar livros e catálogos para empresas como United States Steel, Celanese, Allis-Chalmers e Atlas Cement. Em 1970, ele lançou a Syd Mead, Inc. em Detroit com clientes como a Philips Electronics .
Com sua própria empresa na década de 1970, Mead passou cerca de um terço de seu tempo na Europa, principalmente para fornecer desenhos e ilustrações para a Philips, e continuou trabalhando para clientes internacionais. Nas décadas de 1970 e 1980, Mead e sua empresa forneceram renderizações arquitetônicas, tanto interiores quanto exteriores, para clientes como Intercontinental Hotels, 3D International, Harwood Taylor & Associates, Don Ghia, Gresham & Smith e Philip Koether Architects. A partir de 1983, Mead desenvolveu relações de trabalho com a Sony, Minolta, Dentsu, Dyflex, Tiger Corporation, Seibu, Mitsukoshi, Bandai, NHK e Honda.
As mostras individuais de Mead começaram em 1973 com uma exposição na documenta 6 em Kassel, Alemanha Ocidental . Seu trabalho já foi exibido no Japão, Itália, Califórnia e Espanha. Em 1983, em resposta a um convite da Chrysler Corporation para ser um orador convidado para sua equipe de design, Mead montou uma seleção de slides para aprimorar visualmente sua palestra. A apresentação resultante foi um sucesso e, desde então, foi expandida e aprimorada com imagens geradas por computador, montadas especificamente a pedido de clientes acadêmicos e corporativos em todo o mundo, incluindo Disney, Universidade Carnegie Mellon, Universidade Purdue, Pratt Institute e a Society of Illustrators . Em março de 2010, Mead completou uma turnê por quatro cidades na Austrália.
Em 1993, uma galeria digital composta por 50 exemplos de sua arte com telas de interface projetadas por ele se tornou um dos primeiros CD-ROMs lançados no Japão. Em 2004, Mead cooperou com a Gnomon School of Visual Effects, para produzir uma série de DVDs em quatro volumes intitulada Techniques of Syd Mead.
Em relação ao seu trabalho, Mead disse: "A ideia substitui a técnica". Em 2018, Mead publicou sua autobiografia, A Future Remembered.

### Cinema
Mead trabalhou com grandes estúdios nos filmes Star Trek: O Filme, Blade Runner, Tron, 2010, Short Circuit, Alien, Aliens, Timecop, Johnny Mnemonic, Missão Impossível III e Blade Runner 2049.
Mead contribuiu para o filme japonês Solar Crisis . Na década de 1990, Mead forneceu designs para dois ícones do anime japonês, Yamato 2520 e Turn A Gundam.
George Lucas criou o andador AT-AT para sua saga Star Wars baseado na arte de Mead.
Em maio de 2007, ele completou o trabalho em um documentário de sua carreira com o diretor Joaquin Montalvan, intitulado Visual Futurist: The Art & Life of Syd Mead . O curta documentário de 2008 : A Future Imagined, também explorou seus trabalhos. Mead também aparece em documentários como Dangerous Days: Making Blade Runner e On the Edge of Blade Runner, de Mark Kermode, além de materiais promocionais, como o DVD extra de Aliens e um curta promocional sobre a produção de 2010 .

## Vida pessoal
Mead era casado com o parceiro de longa data Roger Servick, que também se tornou gerente de negócios em 1991. Eles estabeleceram uma extensão editorial, OBLAGON, Inc., em Hollywood e se mudaram em 1998 para Pasadena, Califórnia, onde Mead continuou a trabalhar.

## Morte
Syd morreu em sua casa em Pasadena, em 30 de dezembro de 2019, aos 86 anos, três anos depois de descobrir um linfoma. Logo após sua morte, muitos prestaram homenagem à vida de Mead.
| “          | "Existem mais pessoas no mundo que criam coisas do que pessoas que pensam em coisas para criar." | ” |
| — Syd Mead |                                                                                                  |   |

## Galeria de imagens

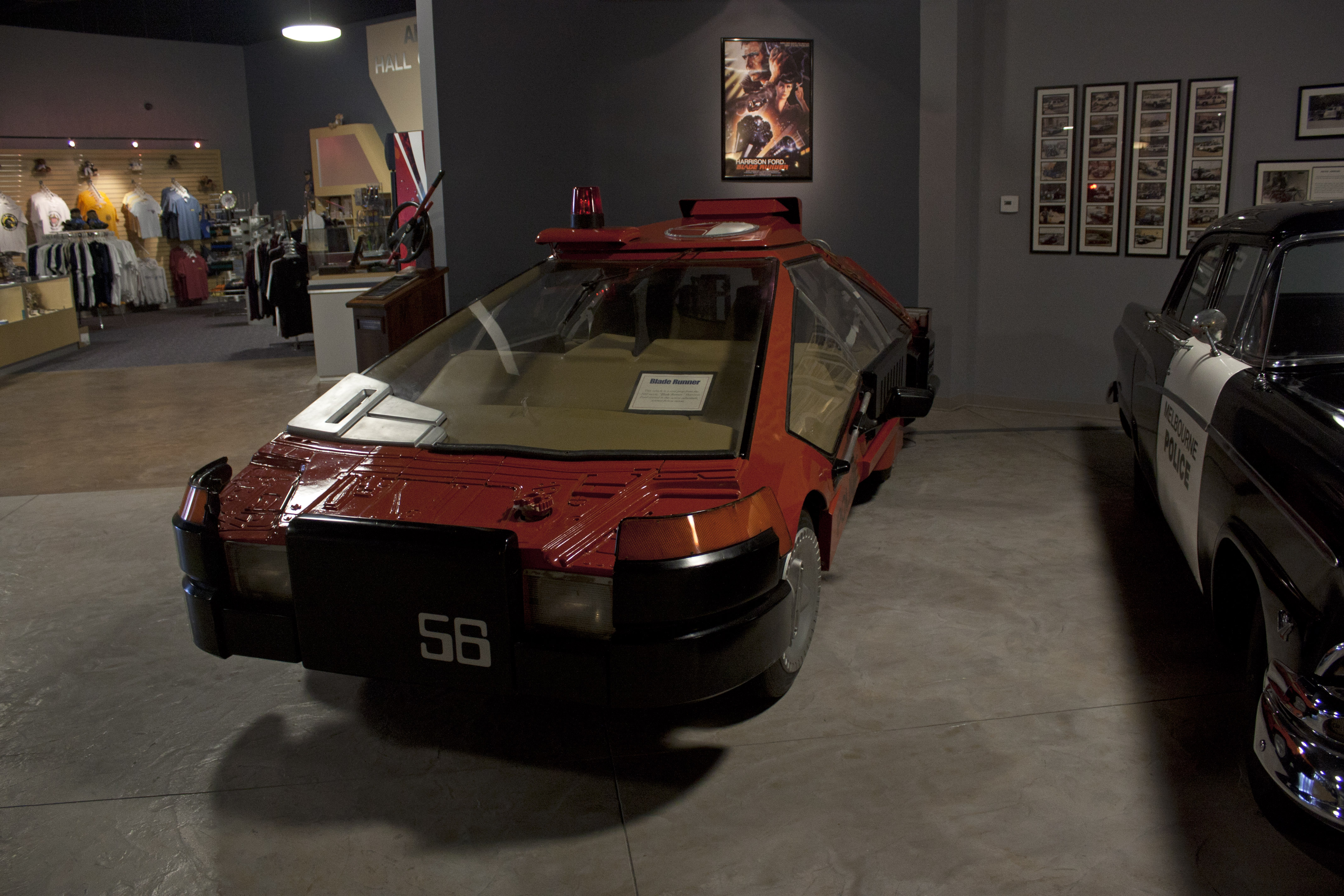
Carro de Blade Runner no American Police Hall of Fame
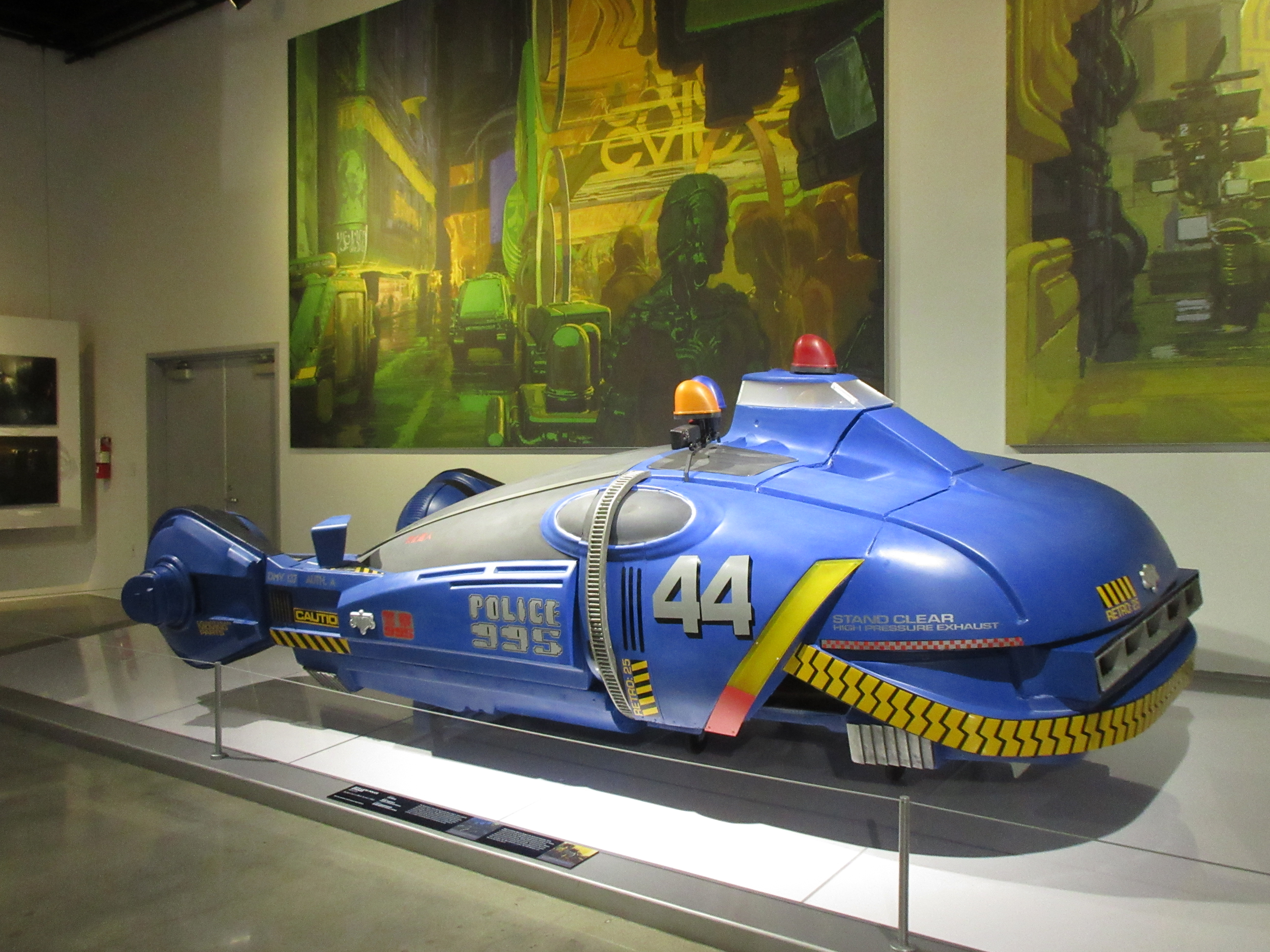
Um spinner  da polícia  de Blade Runner
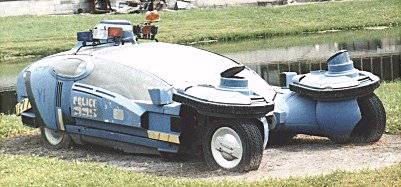
Um carro que Mead projetou para o filme Blade Runner
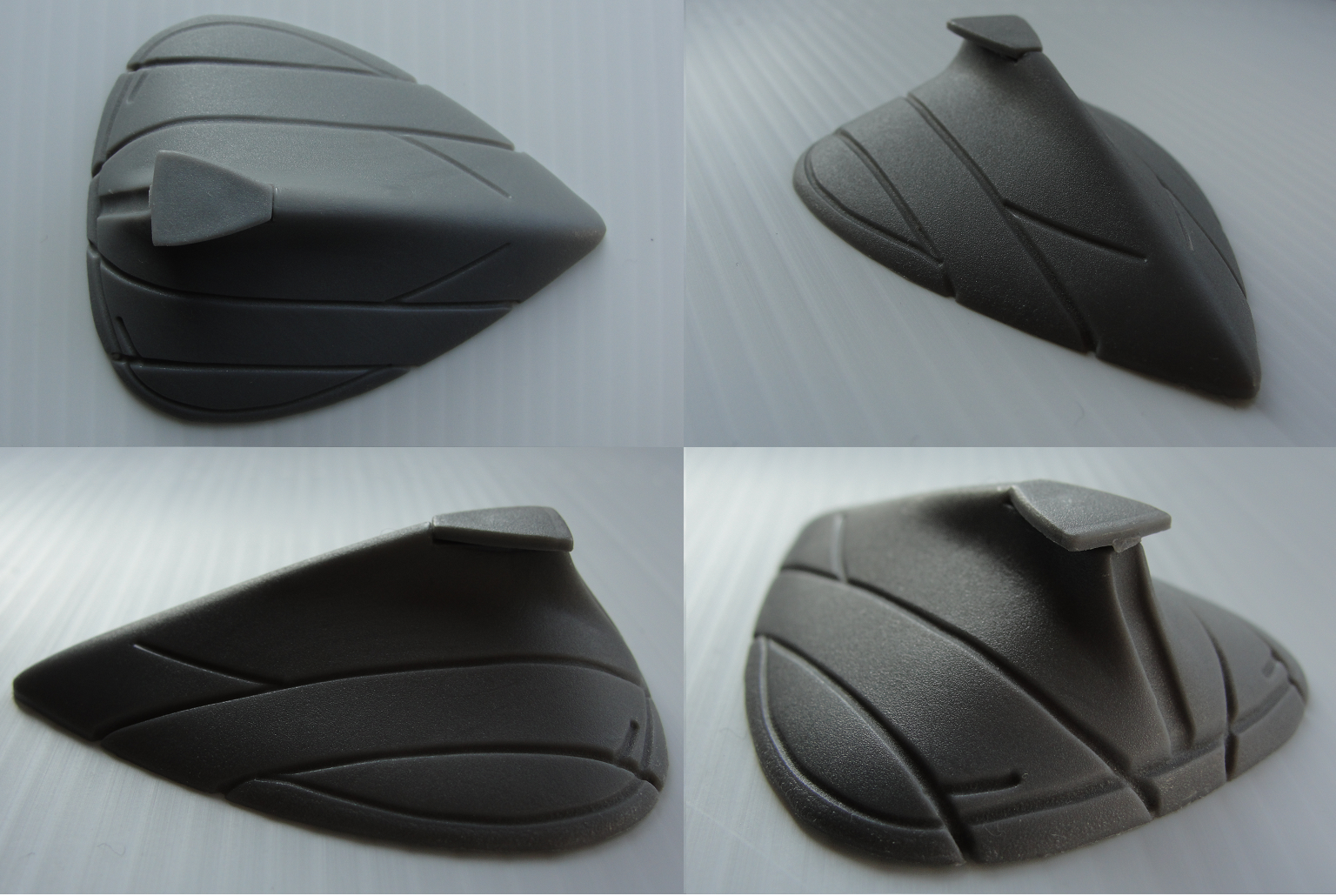
Uma representação plástica de um veículo Cyberrace.
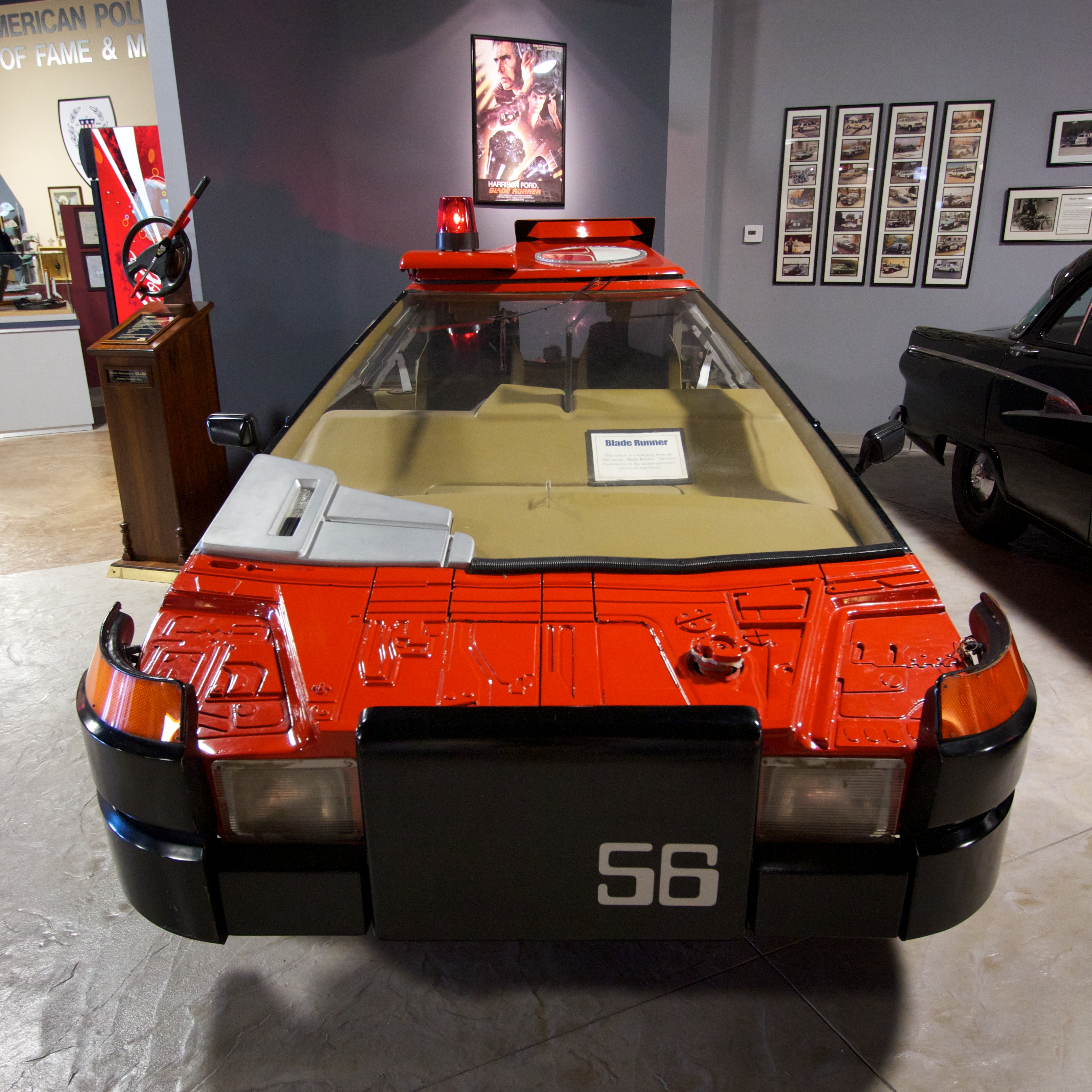
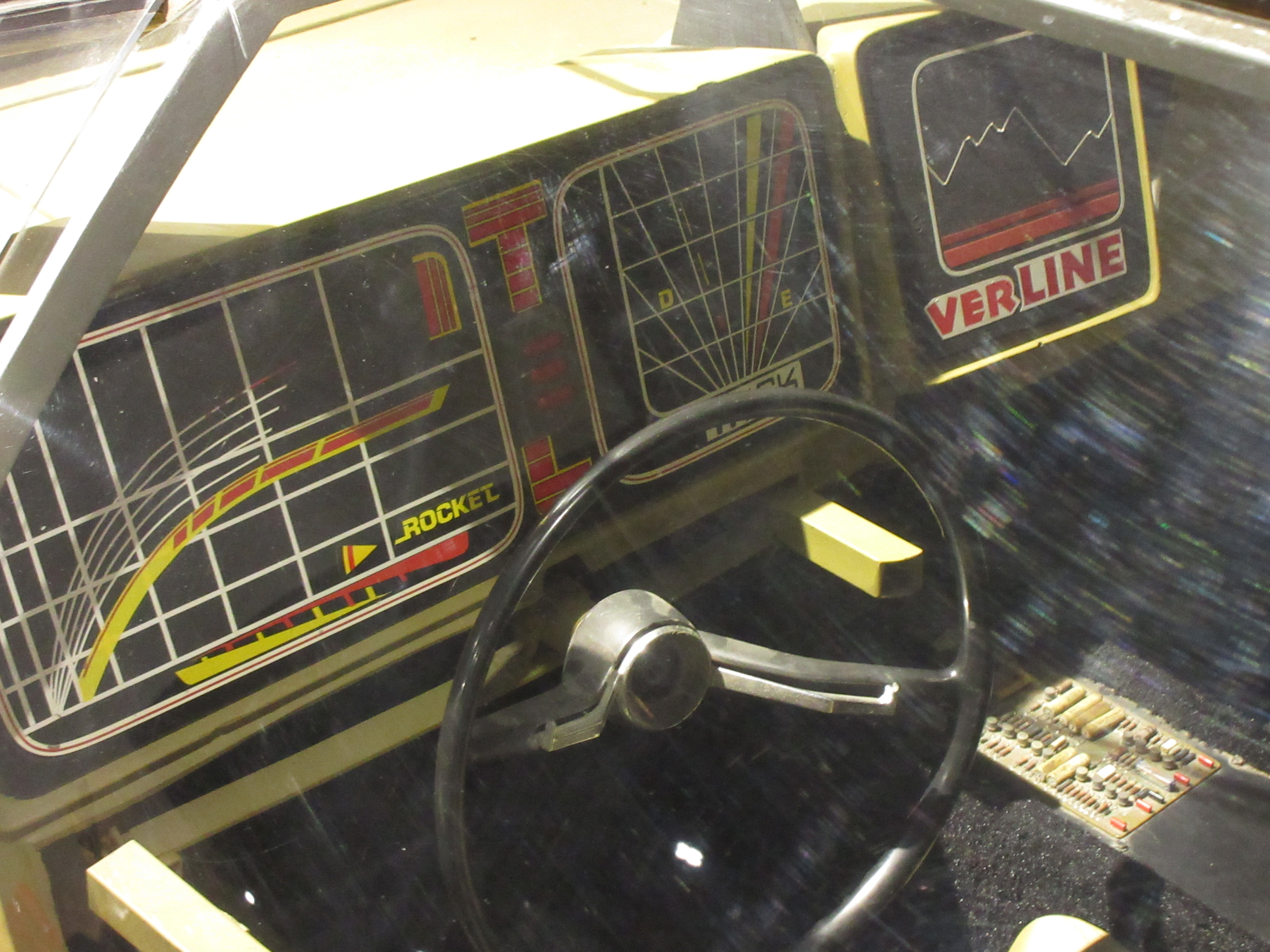